# Rwanda

Mapa Rwandy

Rwanda, plným názvem Rwandská republika (anglicky Republic of Rwanda, francouzsky République Rwandaise, v kinyarwandě Repubulika y'u Rwanda), je malý vnitrozemský stát ve Střední Africe. Sousedí s Ugandou (na severu), Tanzanií (na východě), Burundi (na jihu) a s Demokratickou republikou Kongo (na západě). Hlavním městem je Kigali. Rozloha je 26 338 km². V roce 2022 žilo ve Rwandě 13,2 milionu obyvatel. Drtivá většina obyvatel se hlásí ke křesťanství, buď ke katolické církvi nebo k protestantské. Jako úřední jazyk se používá angličtina. Rwandština a francouzština jsou další používané jazyky, v menší míře svahilština. Ve Rwandě žijí tři etnické skupiny, a to početnější Hutuové, méně početní Tutsiové a pouhé procento Twa. V minulosti byly mezi těmito dvěma nejpočetnějšími etniky nesváry a spory, vedoucí až ke genocidě v roce 1994, která si během čtyř měsíců vyžádala kolem půl milionu obětí. Od roku 2009 je Rwanda členem Commonwealthu.

## Historie

### Nejstarší osídlení
Historie nejstaršího osídlení Rwandy není příliš dobře prozkoumána, na základě skutečnosti, že oblast národního parku Nyungwe
byla teplá a úrodná i během poslední doby ledové se předpokládá příchod lidí již v neolitu. Předpokládá se, že tito původní obyvatelé byli Pygmejové skupiny Twa, kteří na tomto území žijí dodnes. Tito lovci a sběrači byli později vytlačeni početnějšími bantuskými kmeny. Bantuové se na území Rwandy usadili pravděpodobně v 6.–8. století a zde se postupně stali zemědělci a splynuli do jednoho etnika – Hutuů. Ve 13. století začaly z jihu na území Rwandy postupně pronikat pastevecké kmeny z bantuské jazykové skupiny – Tutsiové.
Tutsiové si Hutuy postupně podrobili a v 15. století byl jejich vůdce Ruganzu Bwimba schopen založit tzv. království Banyarwanda, které zaniklo až koncem 19. století.

### Koloniální období
Na konci 19. století započali Němci hledat oblasti, jež by mohli ovládnout a získat tak nové kolonie. A tak se tato oblast stala jejich kořistí, v roce 1890 je Ruanda–Urundi (jak se oblasti dříve říkalo) německou kolonií. Vládnoucí vrstvě Tutsiů bylo poskytnuto mnoho výhod (bylo jim poskytnuto evropské vzdělání atd.). Byli také prosazováni do vedení kolonie, a tak se rozdíl mezi Tutsii a Huty stále více prohluboval. Proto se zvyšoval odpor Hutuů proti německé a tutsijské nadvládě. V roce 1916 přebrala koloniální vedení nad Ruandou–Urundi Belgie. Stejně jako Němci, tak také Belgičané zvýhodňovali menšinové Tutsie. Hutuové nemohli vykonávat vysoké pozice ve státě a byli v podstatě belgickou vládou diskriminováni. Snaha Belgie odlišit tyto dvě skupiny od sebe byla naplněna, když každý občan dostal identifikační kartu, která udávala jeho tutsijskou či hutuskou příslušnost.
V roce 1948 po vzniku OSN zůstala Ruanda–Urundi pod správou Belgie, ovšem pod dohledem OSN. V 50. letech 20. století vznikly první politické strany ve Ruandě a Urundi. Strany vznikly na základě příslušnosti k jedné či druhé skupině obyvatel. Většina stran požadovala nezávislost a odchod Belgičanů z oblasti. Té se Rwandě i Burundi dostalo již v roce 1962, kdy skončil belgický mandát a Belgie prohlásila oba státy za nezávislé. V Burundi přetrval starý model státu, zůstalo monarchií a do čela se postavili opět Tutsiové. Rozdílná situace byla ve Rwandě, kde byla již v roce 1961 svržena monarchie a vyhlášena republika. Zdejší Tutsiové byli vytlačeni z vedení státu a jejich místo zaujali Hutuové.

### Nezávislost a napětí mezi Hutuy a Tutsii
Od roku 1946 byla Rwanda poručenským územím OSN. Roku 1959 došlo ke vzniku první politické strany, Národního svazu Rwandy. Tato strana požadovala zrušení poručenského systému a zisk nezávislosti pro Rwandu. Ve stejném roce došlo ke vzniku dvou politických stran Hutů, které se snažily o zrušení feudálních výsad Tutsiů. Následně byla svržena Tutsijská monarchie a Tutsiové byli odstraňováni z politického života. Velká část z nich tak odcházela do sousedních zemí, především do Burundi. Roku 1960 získala Rwanda autonomii a volby vyhráli Hutuové. 28. ledna 1961 došlo k vyhlášení republiky. V roce 1961 se také konalo referendum o budoucím uspořádání země. Výsledkem byl poměr 4 : 1 obyvatel pro zrušení monarchie.
Rwanda se stala opravdu nezávislou 27. června 1962, kdy přestala být nadále poručenským územím OSN. Tutsiové, kteří utekli z Rwandy do Burundi, se chystali na budoucí vpád do Rwandy. Požadovali návrat bývalého režimu do Rwandy. K tomu opravdu došlo roku 1963, kdy Tutsiové do Rwandy provedli invazi. V důsledku tohoto útoku došlo k masivním represím, které byly zaměřeny proti zbývajícím Tutsiům ve Rwandě. Výsledkem bylo asi 12 000 zabitých Tutsiů a jejich útěk do okolních zemí jako jsou Uganda, Tanzanie, Demokratická republika Kongo (tehdy Zaire) a Burundi. Mezi roky 1959 a 1964 tak uprchlo ze Rwandy celkem asi 150 000 Tutsiů.
Roku 1973 došlo k vojenskému puči pod vedením generála Juvénala Habyarimany. Ten svrhl vládu strany Mouvement Démocratique Républicain a také dosavadního prezidenta Grégoirea Kayibandu. Moc nyní dostal Národní výbor za mír a národní jednotu. Juvénal Habyarimana se tak stal prezidentem a založil vlastní stranu. Dále dal vypracovat ústavu, podle níž se Rwanda stala republikou v čele s prezidentem. Roku 1991 se Rwanda stala pluralitním státem.
V roce 1990 vtrhla do Rwandy povstalecká armáda Tutsiů. Ta se dříve zformovala v Ugandě z Tutsiů, kteří kdysi do Ugandy z Rwandy uprchli (tzv. RPF – Rwandská vlastenecká fronta). Na severu země tak začala občanská válka. RPF dosáhla brzo významných úspěchů. Vládní jednotky na to reagovaly zabíjením Tutsiů. Nastalo příměří, ale už v lednu roku 1991 došlo k dalším bojům. Další příměří bylo podepsáno v dubnu roku 1993, kdy došlo k rozhovorům mezi rwandskou vládou a RPF a k rozdělení moci v zemi. Toto však nevyšlo a boje neskončily. Roku 1994 bylo sestřeleno letadlo, na jehož palubě se nacházeli prezidenti Rwandy a Burundi. Následovala obrovská vlna násilí.

### Občanská válka a genocida

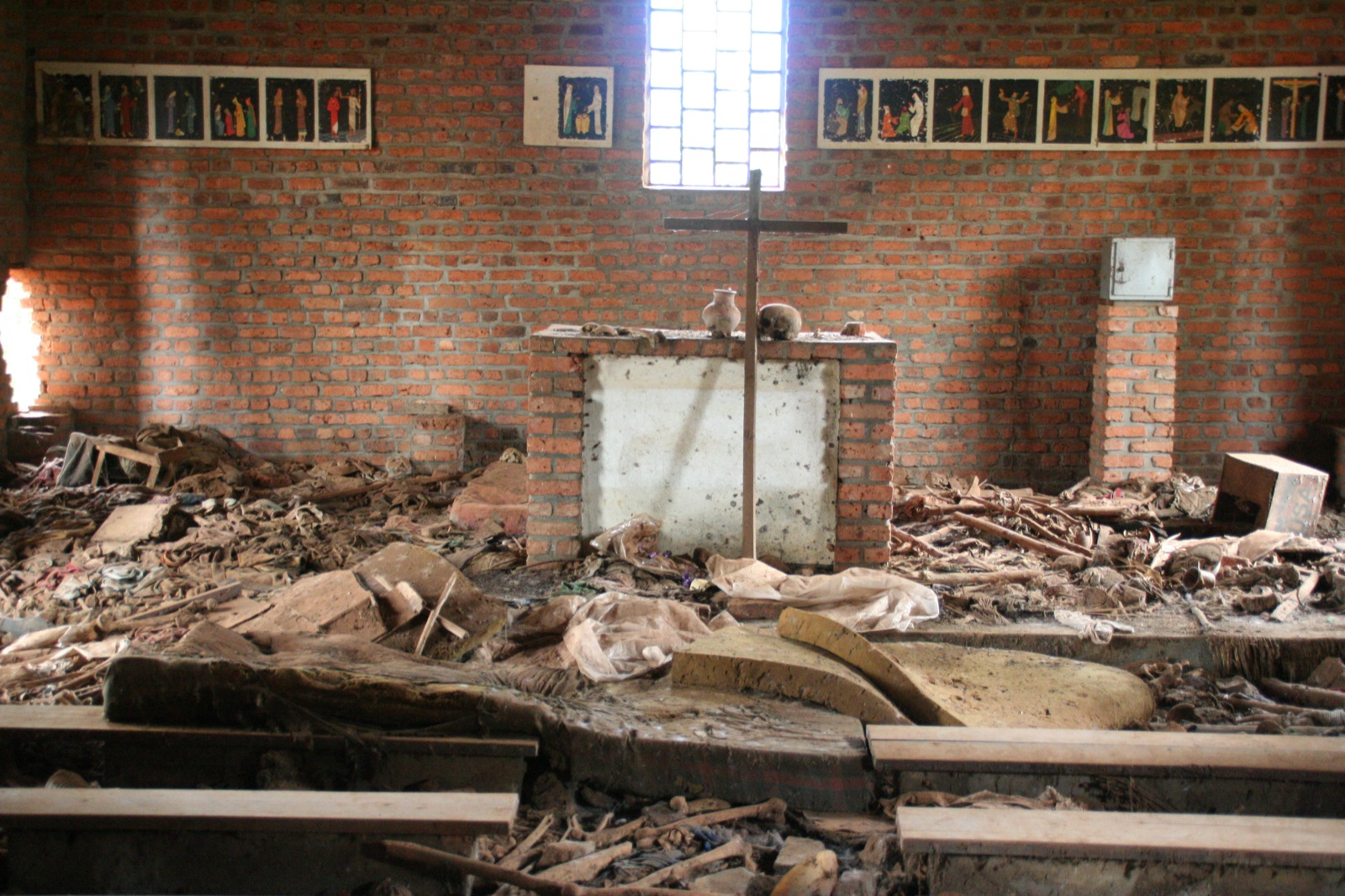
V kostele v Ntaramě bylo zavražděno více než 5 000 lidí hledajících zde útočiště

Vyvrcholením dlouhodobého zvyšování politického napětí byla občanská válka od roku 1990 a rwandská genocida roku 1994, jejímiž oběťmi byli Tutsiové a umírnění Hutuové. Nejprve došlo k násilnostem v hlavním městě Kigali, poté ve zbytku země. Zavražděno bylo asi 800 000 lidí, hovoří se o jedné z největších genocid 20. století. Situaci nezachránila ani OSN, musela být povolána vojska z Francie. 2,5 milionů Rwanďanů však v dobách války uprchlo před válkou do sousedních zemí, většina do Zairu. Krátce po rozpoutání se válka rozšířila i do okolních zemí, byl svržen zairský prezident, nepokoje vypukly i v Burundi. Zairské příhraničí bylo vyhlášeno Francií za bezpečnostní zónu. Ještě okolo roku 2000 byla situace velmi napjatá. Podle dokumentaristy Jorise Postemy mír ve Rwandě závisí na prezidentovi Paulu Kagameovi a obě skupiny se sebe vzájemně bojí.

### Válka v DR Kongo
Rwandský prezident Paul Kagame byl označen za represivního diktátora a jeho vojáci během druhé války v Kongu i v pozdějších letech nelegálně operovali na území sousední Demokratické republiky Kongo, kde podporovali protivládní povstalce. Podle vyšetřování OSN za vznikem konžského povstaleckého hnutí M23 stála Rwanda. V lednu 2025 zahájilo hnutí M23 s podporou Rwandy novou ofenzívu v konžské provincii Severní Kivu. Konžská vláda obvinila protivládní povstalce a Rwandu, že se chtějí zmocnit konžských nerostných surovin. Rwanda uzavřela smlouvu s EU na dodávky strategických surovin pro Green Deal, ale část těchto surovin získávala od konžských povstalců. V červnu 2025 však obě strany konfliktu podepsaly za mediace Spojených států amerických mírovou smlouvu.

## Státní symboly

### Vlajka
Rwandská vlajka je tvořena listem o poměru stran 2:3 se třemi vodorovnými pruhy o poměru šířek 2:1:1 v barvách jasně modrá, žlutá a zelená. V horním cípu je žluté slunce s 24 paprsky.

### Znak
Rwandský státní znak je státní pečeť, tvořená kruhovým, bílým polem, lemovaným tmavě zeleným lanem, dole s uzlem (ambulanční spojka). V bílém poli je v přirozených barvách domorodý koš s víkem s hnědým vzorem, dole podložený modrým ozubeným kolem. Z kola vyrůstají podél koše (opět v přirozených barvách) klas sorga a větévka kávovníku. Nad košem je zlaté slunce a nad ním je žlutá stuha (na koncích několikrát přeložená) s černým nápisem REPUBULIKA Y'U RWANDA (česky Republika Rwanda). Po stranách jsou zobrazeny (neobvykle ze strany) dva okrové, domorodé štíty. Pod uzlem je další žlutá stuha s národním mottem UBUMWE – UMURIMO – GUKUNDA IGIHUGU (česky Jednota, práce, vlastenectví).

### Hymna
Rwandská hymna je píseň Rwanda Nziza (česky Krásná Rwanda). Autorem písně je Jean-Bosco Hashakaimana, slova napsal Faustin Murigo.

## Politika

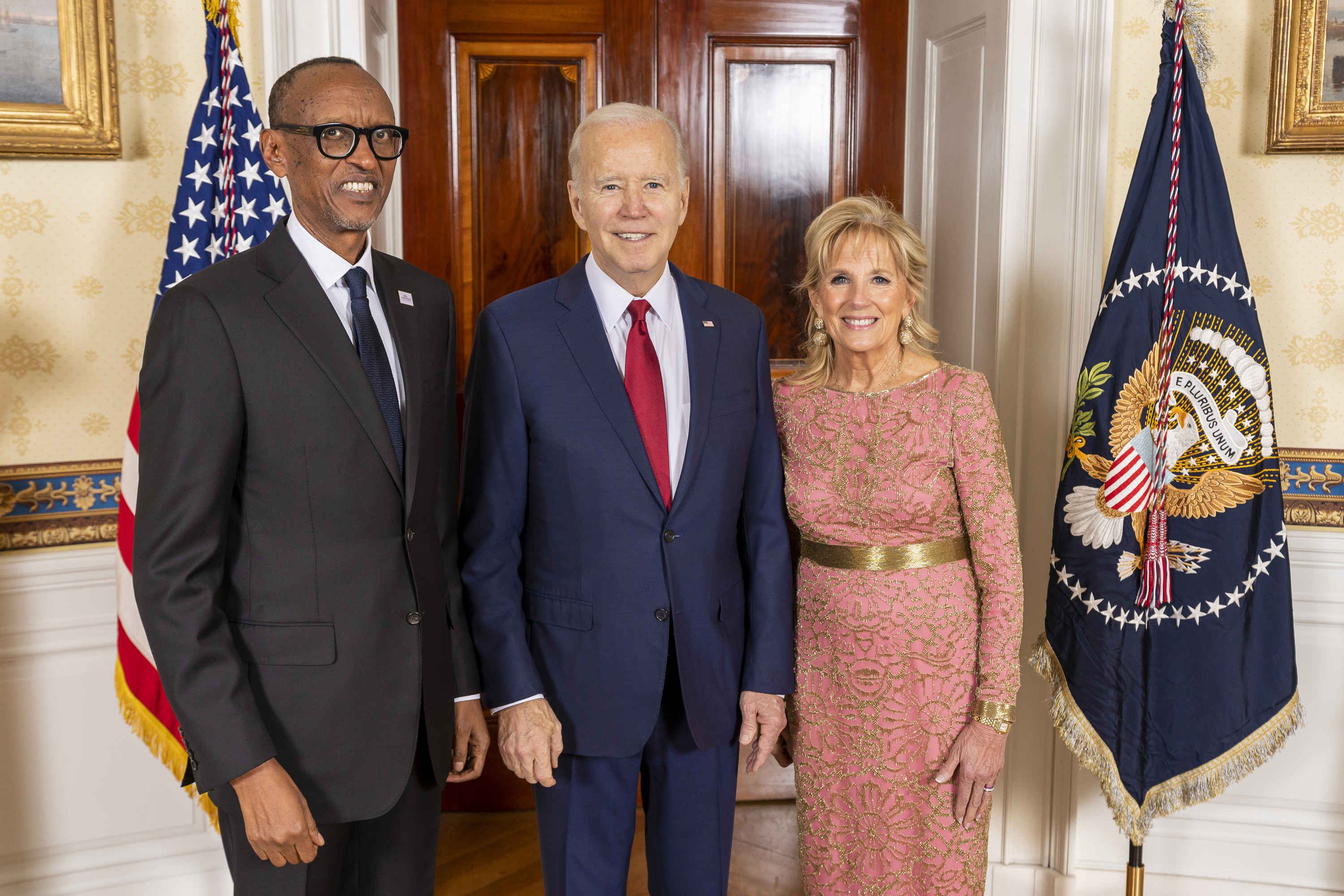
Rwandský prezident Paul Kagame a americký prezident Joe Biden v prosinci 2022

### Přehled nejvyšších představitelů státu
- 28. ledna 1961 – 26. listopadu 1961 – Dominique Mbonyumutwa – prezident; MDR-PARMEH
- 26. listopadu 1961 – 5. července 1973 – Grégoire Kayibanda – prezident; MDR-PARMEH
- 5. července 1973 – 1. srpna 1973 – Juvénal Habyarimana – předseda Výboru pro mír a národní jednotu; voj.
- 1. srpna 1973 – 6. dubna 1994 – Juvénal Habyarimana – prezident; voj., MRND, MRNDD
- 8. dubna 1994 – 18. července 1994 – Théodore Sindikubwabo – úřadující prezident; MRNDD
- 19. července 1994 – 23. března 2000 – Pasteur Bizimungu – prezident; FPR
- 24. března 2000 – 22. dubna 2000 – Paul Kagame – prozatímní prezident; FPR
- od 22. dubna 2000 – Paul Kagame – prezident; FPR

V roce 2024 Rwanda uzavřela dohodu s Velkou Británií, v rámci které se za finanční kompenzaci zavazuje přijímat z Velké Británie deportované imigranty.

## Demografie

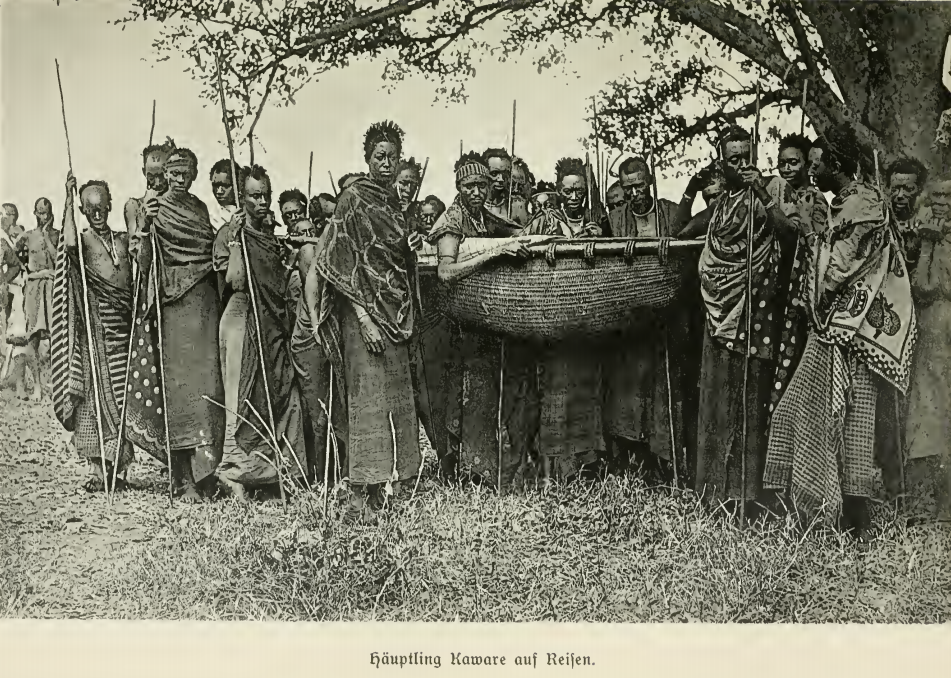
Tutsijští pastevci se svým náčelníkem kolem roku 1900

V zemi žijí dvě znesvářené etnické skupiny, Hutuové a Tutsiové. V současnosti, v rámci snahy o usmíření a zabránění dalším konfliktům, není povoleno rozlišovat obyvatele podle etnických skupin a platí pouze označení Rwanďané. V zemi jsou úředními jazyky rwandština, francouzština a angličtina. Některé menšiny mluví i svahilsky.

### Náboženství
Podle statistiky z roku 2020 je náboženská příslušnost ve Rwandě následující: protestantské církve 57,7%, římští katolíci 38,2%, muslimové (převážně sunnitští) 2,1%, další náboženství (tradiční africká náboženství, svědkové Jehovovi…) 1 %, bez vyznání nebo nezjištěno 1 %. Někteří křesťané (napříč denominacemi) vyznávají zároveň některé z lokálních tradičních náboženství (vícečetná náboženská identita), případně synkretismus křesťanství a tradičního náboženství. Rozšířen je kult předků, náboženské fenomény jako Nkisi Nkondi a rozličná tradiční bantuská náboženství, jejichž společným jmenovatelem je víra v nejvyššího Boha, který se ve Rwandě nazývá Imana.

## Ekonomika

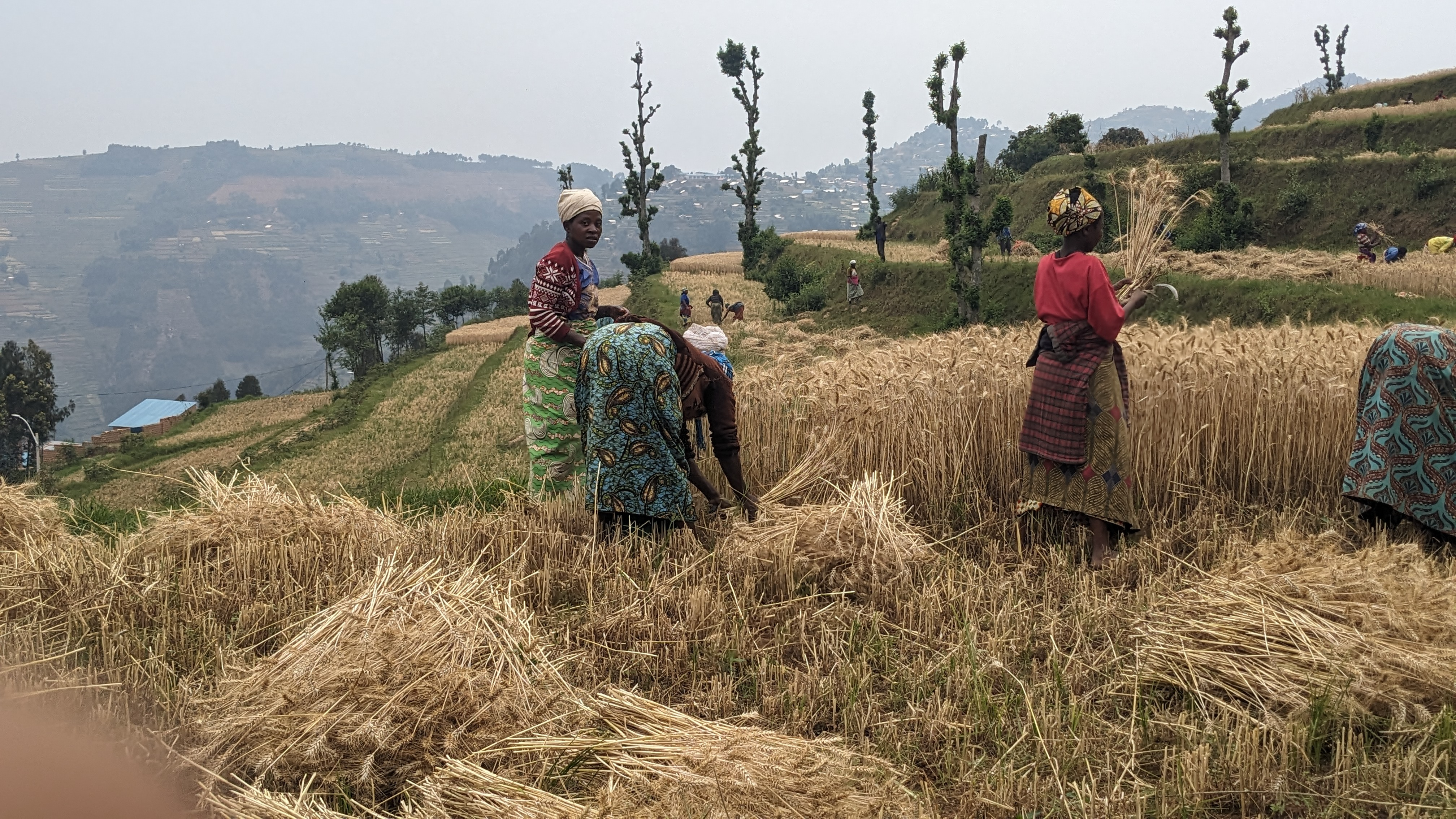
Sklizeň pšenice na rwandském venkově

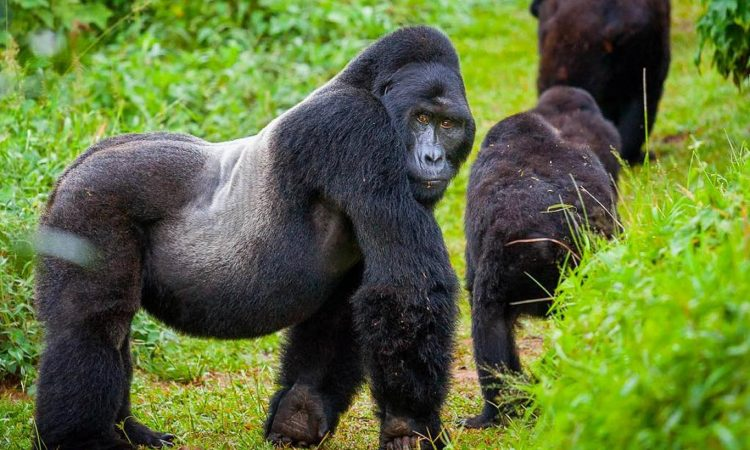
Gorily horské v národním parku Volcanoes

Vinou občanské války se téměř celá ekonomika zhroutila. Země musí dovážet ohromné množství potravin a veškeré zboží. Vyváží se káva a čaj.
V současnosti[kdy?] ve Rwandě probíhá státní program označovaný jako „Vize 2020“, v rámci něhož se z převážně zahraniční rozvojové pomoci investují značné částky do vzdělání obyvatelstva. V zemi se budují telekomunikační centra, vybavená počítači, skenery a další kancelářskou elektronikou, a též připojením k internetu. V těchto centrech probíhají školení místních obyvatel, především žen. Ti se zde učí kromě práce s počítači také základům podnikání. Žáci se již v základních školách setkávají se speciálními levnými počítači, pomocí nichž probíhá výuka a na počítačích vypracovávají i domácí úkoly. Podle plánu vlády by již v roce 2012 měly mít své počítače všechny děti ve věku od devíti do dvanácti let.
Další rozvoj vzdělání a ekonomiky zatím brzdí nedostatek elektřiny a špatné propojení internetu na světovou síť. V roce 2011 by ale měla být spuštěna komerční těžba metanu v jezeře Kivu, jenž se bude spotřebovávat v nové elektrárně, která by měla mít větší výkon než všechny dosavadní rwandské zdroje dohromady. Z Keni do Rwandy již směřuje optický kabel s rychlým internetem.

## Města

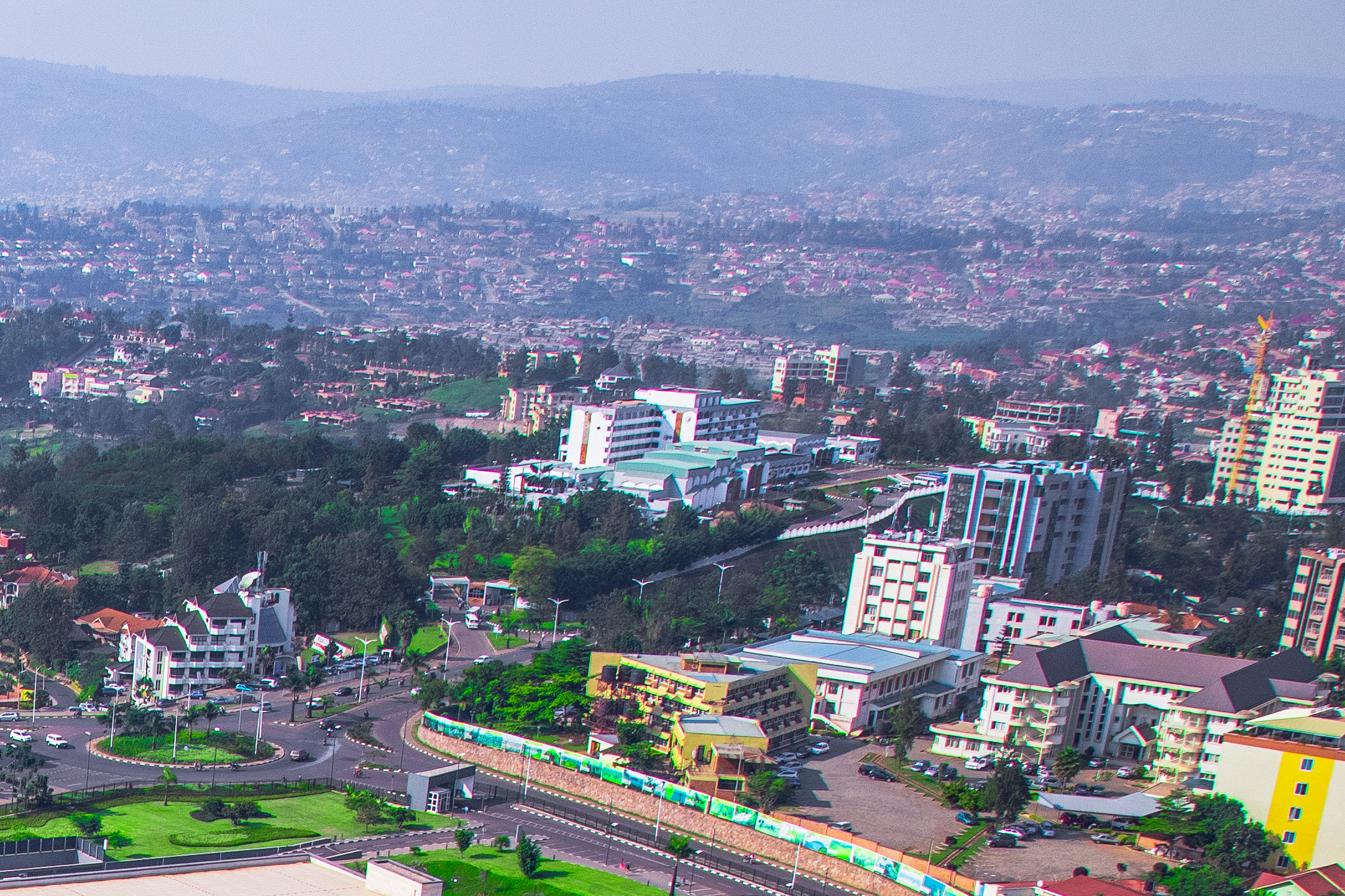
Pohled na hlavní město Kigali

- Kigali (hlavní)
- Biumba
- Remera
- Kibungu
- Rwamagana
- Kayonza
- Nyakayaga
- Gabiro
- Nyakatale
- Gisenye
- Butaré
- Kibingo